# 지르츠

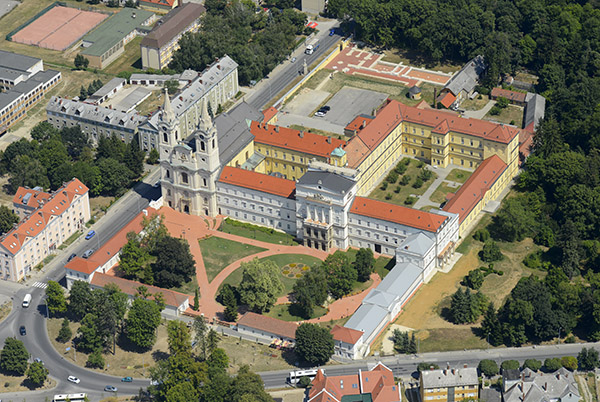
지르츠 시토회 수도원

지르츠(헝가리어: Zirc, 독일어: Sirtz)는 헝가리 베스프렘주에 위치한 도시로 면적은 37.4km2, 인구는 7,157명(2008년 기준), 인구 밀도는 192.36명/km2이다. 지르츠구의 구청 소재지이기도 하다. 헝가리의 벨러 3세 국왕 시대인 1182년에 건립된 시토회 수도원이 위치한다.

시기
시 문장